# レオ・ラファイアリ
レオ・ラファイアリ（Leo Lafaiali'i、1974年1月31日 - ）は、サモアの元ラグビー選手。   

## プロフィール
- ニュージーランド・オークランド出身。
- ポジションはロック(LO)。
- 身長 195cm、体重 110kg。

## 来歴
日本のチームで所属し、三洋電機ワイルドナイツや横河武蔵野アトラスターズでプレーした。2001年から2007年までサモア代表で代表としては、2003年と2007年のラグビーワールドカップに出場した。
現在は米国メイン州のコルビー大学のヘッドコーチを務めている。